# Nosferatu (Vampiro: la mascarada)
Los nosferatu son un clan de vampiros del juego de rol Vampiro: la mascarada ambientado en el Mundo de Tinieblas.
El clan nosferatu ha heredado la maldición de su fundador, y todos muestran un aspecto horrible y deforme. Rechazados por los demás vampiros, e incapacitados para mostrarse abiertamente ante los mortales, durante milenios, se han mantenido apartados, ocultándose en alcantarillas, catacumbas y túneles subterráneos. Su símbolo es una máscara deformada con un gesto de horror

## Comportamiento
Los Nosferatu mantienen una fuerte solidaridad entre los miembros de su linaje, comunicándose constantemente y comerciando con la información que consiguen. El conocimiento representó una buena defensa en siglos pasados, pero desde la Revolución Industrial muchos miembros han desarrollado el potencial del clan, introduciendo su influencia en distintos ámbitos y extendiendo sus redes de información mediante los medios tecnológicos. Se dice que la principal función de esta información es preparar una defensa ante el despertar del Antediluviano Nosferatu y sus monstruosos hijos, los Nictuku.
Algunos señalan que la leyenda de los Nictuku es un mito creado por los antiguos del clan para mantener la unidad del linaje y que realmente oculta una guerra entre los descendientes de uno u otro Matusalén. No obstante, los acontecimientos de las Noches Finales parecen indicar que la existencia de los Nictuku es real, y la desaparición de los miembros del clan en Rusia y otros lugares, así parece indicarlo.

## Origen
El clan se origina en las calles de la Primera Ciudad, Enoch, con su antediluviano, Absimiliard, un poderoso y presumido cazador de gran destreza. Este atrajo la atención de un vampiro de segunda generación que lo deseaba como presa y que lo «abrazó» rápidamente, pero con una pequeña cicatriz en la cara que hirió su orgullo y le llevó a matar a su señor y alentar la revolución de los antediluvianos.
Llegados los tiempos de la Segunda Ciudad, Absimiliard, contaba con un pequeño grupo de vampiros a los que había convertido. Todos ellos cazadores y fieles, excepto una mujer que huyó. Cuando Caín volvió para el Juicio, maldijo a todo el clan con la fealdad, incluyendo a la mujer que había huido. Desde entonces, los descendientes más antiguos de Absimiliard, los Nictuku, buscan a esta mujer y a sus descendientes, el clan Nosferatu.

## Disciplinas
- Animalismo : permite la empatía y el dominio sobre el mundo animal, así como con el animal interior, y encarna a la Bestia agazapada dentro del alma de todo Cainita. Los que tienen animalismo pueden emprender y apaciguar las pasiones de los animales y controlar las acciones de tales criaturas tocando el corazón de la bestia que hay en el interior de todas ellas.
- Ofuscación: permite ocultarse de la mirada de los humanos o confundir sus mentes para ser ignorados, pudiendo desaparecer durante tiempo indefinido mientras no deseen mostrarse abiertamente.
- Potencia: proporciona una fuerza física inhumana.[2]